# FC Arouca
FC Arouca (port. Futebol Clube de Arouca) – portugalski klub piłkarski, mający siedzibę w mieście Arouca na północy kraju, występujący w Primeira Liga.

## Historia
Chronologia nazw:
- 1951—...: FC Arouca

Klub został założony 25 grudnia 1951 roku jako FC Arouca. Pierwsze 50 lat swojej historii występował w lidze regionalnej Aveiro. W sezonie 2001/02 debiutował w Série C Terceira Divisão, ale nie utrzymał się w niej i spadł do ligi regionalnej. Po raz drugi startował w trzeciej lidze w sezonie 2003/04, ale ponownie zajął 15. miejsce i spadł do ligi regionalnej. Przy trzecim podejściu w sezonie 2007/08 zespół zajął pierwsze miejsce w Série C trzeciej ligi i awansował do Segunda Divisão. Po dwóch latach rywalizacji, w sezonie 2009/10 uplasował się na pierwszym miejscu w strefie centralnej Segunda Divisão i awansował do LigaPro. W sezonie 2012/13 zajął 2. miejsce i po raz pierwszy zdobył awans do Primeira Liga.

## Sukcesy

### Trofea międzynarodowe
Nie uczestniczył w rozgrywkach europejskich (stan na 31-05-2013).

### Trofea krajowe
| \| \| Zdobyte trofea w rozgrywkach Portugalii (stan na: 15-01-2024) \| |                                                               |      |            |
| Rozgrywki                                                              | Osiągnięcie                                                   | Razy | Sezon(y)   |
| · Mistrzostwo                                                          | I miejsce                                                     | 0    |            |
| · Mistrzostwo                                                          | II miejsce                                                    | 0    |            |
| · Mistrzostwo                                                          | III miejsce                                                   | 0    |            |
| · Mistrzostwo                                                          | 5. miejsce                                                    | 2    | 2016, 2023 |
| · Puchar                                                               | zdobywca                                                      | 0    |            |
| · Puchar                                                               | finalista                                                     | 0    |            |
| · Puchar                                                               | ćwierćfinalista                                               | 1    | 2013       |
| II liga                                                                | I miejsce                                                     | 0    |            |
| II liga                                                                | II miejsce                                                    | 1    | 2013       |
| II liga                                                                | III miejsce                                                   | 1    | 2021       |
| Portugalia                                                             | Zdobyte trofea w rozgrywkach Portugalii (stan na: 15-01-2024) |      |            |

## Stadion
Klub rozgrywa swoje mecze domowe na stadionie Miejskim w mieście Arouca, który może pomieścić 2,500 widzów.

## Europejskie puchary
Legenda do wszystkich tabel:
- Q – runda eliminacyjna, 1/16, 1/8, 1/4, 1/2 – odpowiednia faza rozgrywek, Grupa – runda grupowa, 1r gr – pierwsza runda grupowa, 2r gr – druga runda grupowa, F – finał, R – runda, PO – play-off
- k. – rzuty karne, los. – losowanie, Dogr. – dogrywka, w. – zasada bramek strzelonych na wyjeździe

| Sezon   | Rozgrywki               | Runda | Klub            | Dom | Wyjazd | Ogólnie    |
| ------- | ----------------------- | ----- | --------------- | --- | ------ | ---------- |
| 2016/17 | Liga Europy             | 3Q    | Heracles Almelo | 0–0 | 1–1    | 1–1, w.    |
| 2016/17 | Liga Europy             | PO    | Olympiakos SFP  | 0–1 | 1–2    | 1–3, Dogr. |
| 2023/24 | Liga Konferencji Europy | 3Q    | SK Brann        | 2–1 | 1–3    | 3–4        |